# Reminiscing
A Reminiscing című dal az ausztrál Madison Avenue duó 2001. március 5.-én megjelent kislemeze, mely csupán hazájában, Ausztráliában volt sikeres.
A dalt 1978-ban Graeham Goble írta a szintén ausztrál Little River Band nevű rock zenekarnak. A dal az Egyesült Államokban sikeres volt, és a Billboard Hot 100-as listán a 3., míg az Easy Listening slágerlistáján a 10. helyezést érte el.

## Megjelenések
CD Single  Ausztrália Vicious Grooves – VG12012CD
1. Reminiscing (Da Classic Remix - Edit) 3:31
2. Reminiscing (Original Mix - Edit) 3:24
3. Everything You Need (Olav Basoski Remix) 7:32
4. Reminiscing (Da Classic Remix) 5:06
5. It's Alright (Album Mix) 5:12

## Slágerlista
| Slágerlista (2001)            | Legjobb helyezés |
| ----------------------------- | ---------------- |
| Australian ARIA Singles Chart | 9                |

### Év végi összesítések
| Slágerlista (2001)                        | Legjobb helyezés |
| ----------------------------------------- | ---------------- |
| Australian ARIA End of Year Singles Chart | 9                |